# Maximilian Held
Maximilian Held (* 1967 in Berlin) ist ein deutscher Theater- und Filmschauspieler.

## Leben
Maximilian Held wurde 1967 als Sohn des Schauspielerehepaares Martin Held und Lore Hartling in Berlin geboren. Er trat in die Fußstapfen seines Vaters und begann 1987 eine Schauspielausbildung am Schauspielstudio Maria Körber in Berlin, die er 1990 abschloss. Sein Bruder Albert Held ist künstlerischer Betriebsdirektor und Chefdisponent am Volkstheater Wien.
Neben diversen Fernsehrollen tritt Held auch regelmäßig als Theaterschauspieler auf.

## Filmografie
- 1988: Eine Art Mord (TV-Serie Derrick)
- 1989: Kisslers Mörder (TV-Serie Derrick)
- 2003: Erpresste Liebe (TV-Serie Dr. Sommerfeld – Neues vom Bülowbogen)
- 2015: Mutterseelenallein (TV-Serie Die Bergretter)
- weitere Rollen in Alarm für Cobra 11, Wolffs Revier, Für alle Fälle Stefanie und SOKO Potsdam.

## Theatergrafie (Auswahl)
- 2012 Arthur Schnitzler, Reigen, Vorarlberger Landestheater[1]
- 2008 Bram Stoker, Dracula, Schauspielhaus Graz[2]